# エスタディオ・セロ・デル・エスピノ
エスタディオ・セロ・デル・エスピノ（Estadio Cerro del Espino）は、スペイン・マドリード州マハダオンダにあるサッカー専用スタジアム。
アトレティコ・マドリードの練習場が隣接している。

## 概要
CFラージョ・マハダオンダのホームスタジアムとして1995年9月13日、アトレティコ・マドリードとラージョ・マハダオンダの親善試合でこけら落としが行われ、アトレティコ・マドリードに所属していたディエゴ・シメオネの得点を守って1-0でアトレティコ・マドリードが勝利を飾った。1995年、アトレティコ・マドリードは向こう50年間のスタジアム維持費や修繕費を補填する対価としてBチームのスタジアム使用権利、隣接地にクラブの練習場を設置することを発表した。1996-97シーズンからはアトレティコ・マドリードBもホームスタジアムとして使用している。
2018-19シーズン、昨シーズンにセグンダ・ディビシオン昇格を決めたラージョ・マハダオンダだったが、リーグが定めるスタジアム規定を満たせず、拡張工事が完了するまでは提携クラブであるアトレティコ・マドリードのワンダ・メトロポリターノを使用した。2018年11月に拡張工事は竣工し、座席数の増補と4つの新しい照明などが追加された。

## ギャラリー

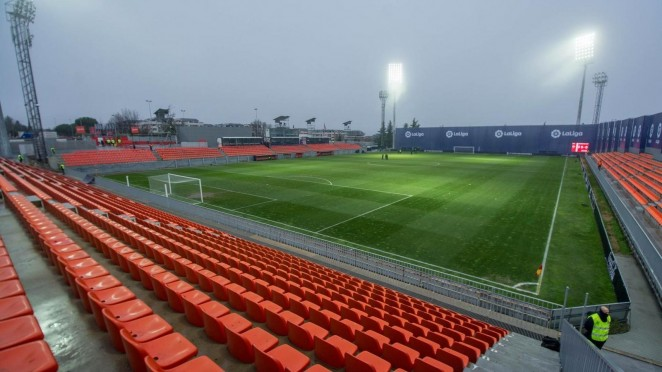
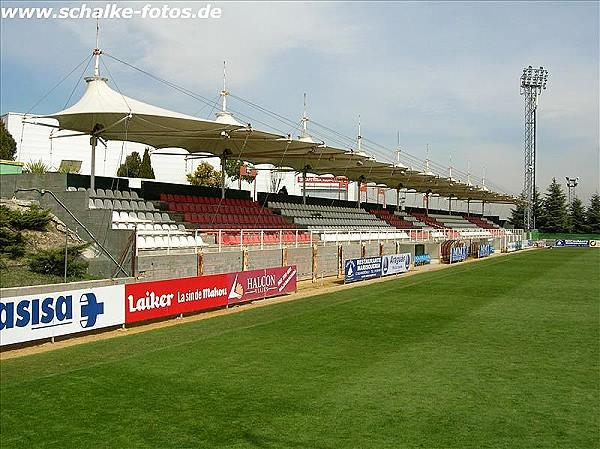